# 萊克卡梅爾 (紐約州)
萊克卡梅爾（英語：Lake Carmel）是位於美國紐約州帕特南縣的普查規定居民點。

## 人口
根據2020年美國人口普查的數據，萊克卡梅爾的面積為14.39平方千米，當中陸地面積為13.53平方千米，而水域面積為0.86平方千米。當地共有人口8069人，而人口密度為每平方千米560.74人。